# Joachim Friedrich Ritter
Joachim Friedrich Ritter (* 3. März 1905 in Berlin; † 10. Juli 1985 in Percha, Oberbayern) war ein deutscher Jurist und Diplomat.

## Leben
Joachim Friedrich Ritter legte das Abitur am Joachimsthaler Gymnasium in Templin ab, bevor er sich dem Studium der Rechtswissenschaften an der Universität Berlin zuwandt, 1928 legte er die erste, 1933 die zweite Staatsprüfung ab, 1941 wurde er an der Universität Bonn zum Dr. iur. promoviert.
Nach einer kurzen Anstellung als Hilfsrichter am Landgericht III in Berlin wurde Ritter ab 1933 für wissenschaftliche Arbeiten beurlaubt, von 1938 bis 1939 war er als Anwaltsassessor tätig, 1940 eröffnete er in München eine Anwaltskanzlei, deren Leitung er bis 1950 innehielt. Zusätzlich war Joachim Friedrich Ritter während des Zweiten Weltkriegs als Soldat eingesetzt.
Zu Beginn des Jahres 1951 trat Ritter in den im Aufbau befindlichen Auswärtigen Dienst ein, im Februar des gleichen Jahres wurde er dem damaligen Generalkonsulat in Ottawa in Kanada zugeteilt, 1952 wurde er zum Gesandtschaftsrat I. Klasse bei der inzwischen errichteten deutschen Botschaft in Ottawa ernannt. 1953 wechselte er als Legationsrat I. Klasse beziehungsweise Vortragender Legationsrat zum Auswärtigen Amt nach Bonn. 1955 erfolgte seine Bestellung zum Botschaftsrat I. Klasse an der Botschaft in London, 1957 wurde er zum Gesandten ernannt. 1961 wurde Joachim Friedrich Ritter in das Auswärtige Amt nach Bonn zurückberufen, dort erfolgte später seine Ernennung zum Ministerialdirigenten. 1963 wurde er in der Nachfolge von Hans Mühlenfeld zum Botschafter in Australien bestellt, 1968 wechselte er in der Nachfolge von Kurt Oppler als Botschafter nach Kanada, 1970 wurde er in den Ruhestand verabschiedet.
Der zum Rechtsritter des Johanniterordens und zum Knight Commander des Royal Victorian Order Ernannte, mit dem Großen Bundesverdienstkreuz mit Stern Ausgezeichnete verstarb 1985 80-jährig in Percha am Starnberger See.
1939 legte er die erste Übersetzung der Cautio criminalis von Friedrich von Spee ins moderne Deutsch vor. Die Übersetzung war der erste Band der neuen Reihe Forschungen zur Geschichte des deutschen Strafrechts. Sie wurde 1982 als Taschenbuchausgabe unverändert nachgedruckt und erfuhr seither mehrere Auflagen.

## Publikation
- Friedrich von Spee: Cautio criminalis, oder, Rechtliches Bedenken wegen der Hexenprozesse, aus dem Lateinischen übertragen und eingeleitet von Joachim-Friedrich Ritter. Böhlau, Weimar 1939 (= Dissertation).
- Friedrich von Spee. 1591–1635. Spee-Verlag, Trier 1977.